# 金博昭
金 博昭（こん ひろあき、1939年1月7日 - ）は、東京都出身の元プロ野球選手（外野手）。

## 来歴・人物
帝都育英工を1年で中退し、再入学した日大二高から明治大学、日本大学へ進学したが、それぞれ一年で中退。
1960年に、当時は準硬式野球部であった立正佼成会へ進んだ。翌年にチームが硬式に転向し、1963年には熊谷組、1964年にはサッポロビールの補強選手として都市対抗に出場。1965年の都市対抗にエース若生和也を擁しチーム初出場。大会史上に残る大応援団のもと、1回戦で三重交通を降すが、2回戦で松下電器に敗れた。この大会では打率.528で首位打者となる。また1967年には、監督兼選手としてチームを率いた。同年都市対抗に再度出場し、打率.444を記録し優秀選手となった。立正佼成会のチームメートに小川健太郎、黒江幸弘らがいる。
野球部の解散決定に伴い、1967年のドラフト会議で中日ドラゴンズから9位指名を受け、同じく指名された若生とともに、28歳という年齢で入団する。これは当時の最年長記録だった（2005年に東北楽天ゴールデンイーグルスに指名された山崎隆広が29歳1ヶ月で記録更新した）。俊足好打のチャンスメーカーとしての働きが期待され、1968年の最終戦では一番打者として初の先発出場を果たす。翌年も2試合に一番打者として起用されたが、その後はあまり出場機会に恵まれず、1970年限りで現役を引退した。

## 詳細情報

### 年度別打撃成績
| 年 度     | 球 団     | 試 合 | 打 席 | 打 数 | 得 点 | 安 打 | 二 塁 打 | 三 塁 打 | 本 塁 打 | 塁 打 | 打 点 | 盗 塁 | 盗 塁 死 | 犠 打 | 犠 飛 | 四 球 | 敬 遠 | 死 球 | 三 振 | 併 殺 打 | 打 率 | 出 塁 率 | 長 打 率 | O P S |
| --------- | --------- | ----- | ----- | ----- | ----- | ----- | -------- | -------- | -------- | ----- | ----- | ----- | -------- | ----- | ----- | ----- | ----- | ----- | ----- | -------- | ----- | -------- | -------- | ----- |
| 1968      | 中日      | 36    | 35    | 31    | 2     | 7     | 0        | 0        | 0        | 7     | 0     | 1     | 0        | 1     | 0     | 3     | 0     | 0     | 10    | 0        | .226  | .294     | .226     | .520  |
| 1969      | 中日      | 9     | 11    | 11    | 1     | 2     | 0        | 0        | 0        | 2     | 0     | 1     | 0        | 0     | 0     | 0     | 0     | 0     | 2     | 0        | .182  | .182     | .182     | .364  |
| 通算：2年 | 通算：2年 | 45    | 46    | 42    | 3     | 9     | 0        | 0        | 0        | 9     | 0     | 2     | 0        | 1     | 0     | 3     | 0     | 0     | 12    | 0        | .214  | .267     | .214     | .481  |

### 記録
- 初出場・初打席：1968年4月19日、対大洋ホエールズ3回戦（福井県営球場）、5回裏に田中勉の代打として出場、森中千香良の前に三振
- 初安打：1968年5月2日、対阪神タイガース2回戦（中日球場）、7回裏に権藤博の代打として出場、ジーン・バッキーから単打
- 初先発出場：1968年10月15日、対大洋ホエールズ27回戦（川崎球場）、1番・左翼手で先発出場

### 背番号
- 49 （1968年 - 1970年）